# Daniele Capelli
Daniele Capelli (ur. 20 czerwca 1986 roku w Calcinate) – włoski piłkarz występujący na pozycji prawego lub środkowego obrońcy.